# Doli Gutta
Doli Gutta är ett berg i Indien.   Det ligger i delstaten Chhattisgarh, i den centrala delen av landet, 1 200 km söder om huvudstaden New Delhi. Toppen på Doli Gutta är 949 meter över havet.
Terrängen runt Doli Gutta är huvudsakligen kuperad. Doli Gutta är den högsta punkten i trakten. Runt Doli Gutta är det ganska glesbefolkat, med 23 invånare per kvadratkilometer. I omgivningarna runt Doli Gutta växer huvudsakligen savannskog.